# Conjectura de Willmore
Na geometria diferencial, a conjectura de Willmore é uma conjectura sobre a energia de Willmore (W) de um toro, nomeada assim em homenagem ao matemático inglês Thomas Willmore, que a propôs em 1965.
A conjectura afirma que "para todo toro suave mergulhado M em E3, vale W(M) ≥ 2π2". Ela foi provada em 2012 por Fernando Codá Marques e André Neves.